# Bulbophyllum injoloense
Bulbophyllum injoloense là một loài phong lan thuộc chi Bulbophyllum.